# Aržano
Aržano je naselje u općini Cista Provo, u Splitsko-dalmatinskoj županiji.

## Zemljopis
Nalazi se na granici Hrvatske s Bosnom i Hercegovinom. Od Imotskog je udaljeno 23, od Splita 46, a od Livna u BiH 26 km zračne linije. Naselje leži na državnoj cesti D39.

## Stanovništvo
Od 1880. do 1900. naselje je iskazivano pod imenom Polje.
| broj stanovnika | 836   | 917   | 1007  | 1120  | 1045  | 1246  | 1315  | 1231  | 1369  | 1356  | 1469  | 1379  | 1332  | 1110  | 754   | 478   | 392   |
|                 | 1857. | 1869. | 1880. | 1890. | 1900. | 1910. | 1921. | 1931. | 1948. | 1953. | 1961. | 1971. | 1981. | 1991. | 2001. | 2011. | 2021. |

## Kultura
U Aržanu se svakog kolovoza održava tradicionalni malonogometni turnir u spomen na Josipa Jovića, prvu žrtvu Domovinskog rata. Turnir se organizira pod pokroviteljstvom MUP-a.

## Poznate osobe
- Josip Jović, prva hrvatska žrtva u Domovinskom ratu
- Nikola Žaja , poznati hrvatski politički emigrant,[nedostaje izvor] za svoj rad u službi domovine odlikovan je Redom hrvatskog trolista[5]
- Zvonko Kotarac, poduzetnik
- Ante Ledić, hrv. političar
- Josip Miljak, hrv. političar
- Filip Radoš, hrv. glumac
- Marija Dujmić, hrv. novinarka
- Jure Žaja hrv. kipar
- Ivan Žaja, hrv. šahist
- Ante Žaja, hrv. akademski slikar[6]
- Petar Žaja, gospodarstvenik
- Filip Ljubičić, hrv. šahist
- Stjepan Žaja, hrv. profesor, književnik i šahovski učitelj

## Šport
- Od 2005. održava se Memorijalni međunarodni šahovski turnir "Petar Žaja", koji se zove po hrvatskom junaku Petru Žaji koji je iz Aržana, izvanrednom šahistu, učeniku poznate aržanske šahovske škole. Na ovom su turniru sudjelovali i velemajstori kao Mišo Cebalo, Bojan Kurajica i dr.[7]

## Vanjske poveznice
- Osnovna škola Josipa Jovića Aržano  Arhivirana inačica izvorne stranice od 28. prosinca 2019. (Wayback Machine)
- Zavičajno društvo Aržano  Arhivirana inačica izvorne stranice od 19. svibnja 2014. (Wayback Machine)